# Makurdi
Makurdi er en by i det centrale Nigeria, med et indbyggertal (pr. 2007) på cirka 319.000. Byen ligger ved bredden af Benuefloden.
7°43.5′N 8°32′Ø / 7.7250°N 8.533°Ø